# Charta 77
Charta 77 (Tsjechisch en Slowaaks voor Handvest 77) was van 1977 tot 1992 een beweging voor de verdediging van de mensenrechten in Tsjechoslowakije. De belangrijkste grondleggers waren Václav Havel, Ludvík Vaculík, Jan Patočka, Jiří Hájek, Jiří Dienstbier en Pavel Kohout.

## Ontstaan
De aanleiding voor het ontstaan van Charta 77 was het speelverbod dat de Tsjechoslowaakse overheid in 1976 oplegde aan de undergroundband Plastic People of the Universe. Dit bracht een aantal verontruste Tsjechoslowaken (vooral kunstenaars en intellectuelen) met elkaar in contact, omdat dit haaks stond op de verklaring van president Gustáv Husák op de Helsinki-conferentie van 1975.
In december 1976 werden handtekeningen verzameld onder de verklaring van Charta 77, en deze werd op 1 januari 1977 openbaar gemaakt, met 242 handtekeningen (één persoon trok later zijn handtekening in). In de daarna volgende jaren ondertekenden steeds meer mensen de verklaring. In 1980 was het aantal ondertekenaars gegroeid tot 1100, in 1989 tot 1300.
De doelstelling van Charta 77 was het aangaan van een constructieve dialoog met de overheid, met name betreffende schendingen van mensenrechten. De beweging had steeds tegelijkertijd drie woordvoerders, die jaarlijks werden gewisseld.
Het filosofisch werk van Hannah Arendt was een belangrijke inspiratiebron voor Tsjechische burgerbeweging die gestuurd werd door de leiders van Charta 77. 
In Nederland ontstond ter ondersteuning de Stichting Informatie over Charta 77, die vanaf 1978 het blad Informatie over Charta 77 uitgaf. In dit blad werden documenten van Charta 77 en het VONS (Comité ter Verdediging van Onterecht Vervolgden) gepubliceerd, naast nieuws over samizdat-uitgaven.
Charta 77 werd in 1992 opgeheven.